# هيو هاريس (عازف بيانو)
هيو هاريس (بالإنجليزية: Hugh Harris)‏ هو عازف بيانو بريطاني، ولد في 1964.

## وصلات خارجية
- هيو هاريس على موقع ميوزك برينز (الإنجليزية)
- هيو هاريس على موقع ديسكوغز (الإنجليزية)